# Núrayn-i-Nayyirayn

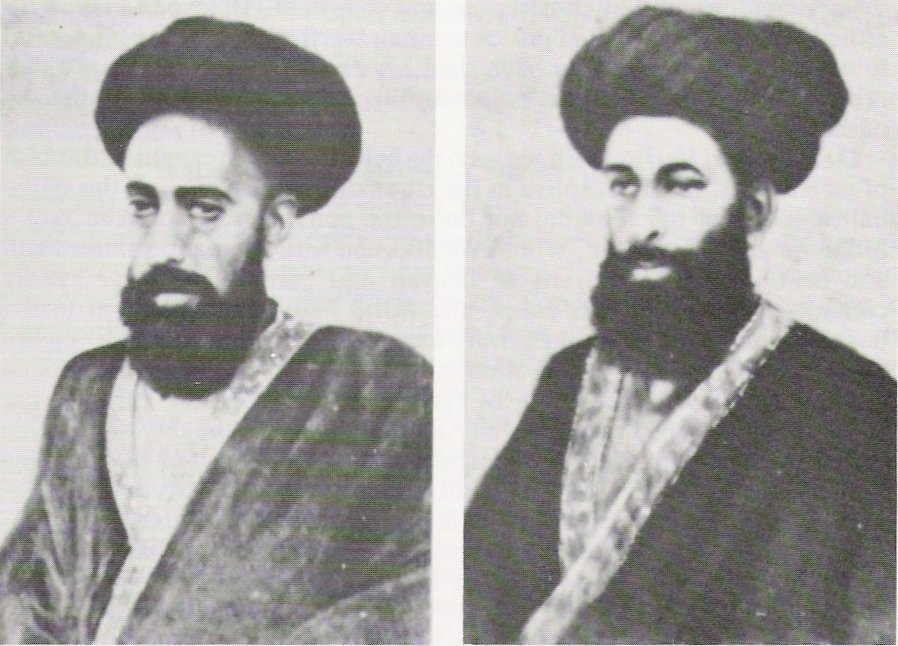
Re dei martiri (sx), Amato tra i martiri (dx)

Núrayn-i-Nayyirayn (in arabo نورين نيران‎?,ossia Due Luci splendenti) erano due fratelli: Mirzá Hasan e Mirzá Husayn, seguaci di Bahá'u'lláh, il fondatore della Fede bahai, decapitati nel 1879 a causa della loro fede. 
Bahá'u'lláh scrisse in loro onore diverse lettere e tavole chiamandoli rispettivamente Sultánu'sh-Shuhada' Re dei martiri e Mahbúbu'sh-Shuhadá' Amato dei martiri, titoli con cui sono comunemente noti tra i Bahai. 
Il secondo fu uno dei diciannove Apostoli di Bahá'u'lláh. 
Entrambi nativi di Isfahan furono decapitati nel 1879 a seguito delle accuse di Mir Muhammad-Husayn, Imam di Isfahan, di Shaykh Muhammad-Baqir, altro influente religioso islamico e di Sultan-Mas'ud Mirza il figlio di Nasser al-Din Shah QajarNasser al-Din Shah, all'epoca governatore di Isfahan. 